# Герб Вієйри-ду-Міню
Ге́рб Віє́йри-ду-Мі́ню — офіційний символ містечка Вієйра-ду-Міню, Португалія. Використовується як територіальний герб. У срібному щиті три каштани у золотій колючій плюсці, з червоними горіхами і зеленим листям. Обабіч них два зелені пшеничні колоски, схрещені внизу і перев'язані червоною стрічкою. У главі щита три чорні мушлі гребінців, промальовані золотом. Знизу щита — дві сині хвилясті смуги. Щит увінчує срібна мурована містечкова корона з чотирма вежами.  Під щитом біла стрічка, на якій великими літерами напис португальською: «Vieira do Minho» (Вієйра-ду-Міню).  Офіційно затверджений 26 квітня 1940 року.  

## Галерея

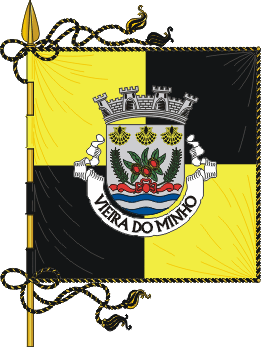
Прапор